# العسة

'العسة إحدى بلديات ولاية تلمسان التابعة لدائرة ندرومة. يحدها من الشمال البحر الأبيض المتوسط، من الجنوب جامع الصخرة التابعة لدائرة الغزوات، غربا الغزوات وشرقا بلدية ندرومة. تحتوي على أربع مقاطعات وهي :ولاد محمد - خندق الفول - كعايبية(ولاد حميتي) - دار بن فارس.'